# Ortal
Pour les articles homonymes, voir Malka.
Ortal Malka, née en 1978 en Israël, est une chanteuse française d'origine andalouse et berbère.

## Biographie

### Carrière

#### Débuts
Enfant d'une famille nombreuse, Ortal est depuis son plus jeune âge fan d'Henri Salvador. Elle commence à chanter à l'âge de 16 ans tout en travaillant dans des restaurants dont "Le Barrio Latino".
Ensuite, elle assure les vocaux d'Alabina. En 2000, elle se rend en Espagne et part en tournée dans plusieurs pays pendant deux ans avec le groupe Gipsy Sound aux aspérités afro-cubaines. Elle fait notamment de nombreuses rencontres musicales dont Bruce Willis. En 2002, elle décide de rentrer en France pour y écrire ses propres chansons, tout en continuant à chanter dans le groupe Gipsy Sound.
Après deux ans et demi d'apprentissage sur le terrain, elle a l'occasion de signer son premier contrat avec la maison de disque Warner. Grâce aux contacts qu'elle a déjà dans le métier, elle parvient à se produire dans les discothèques les plus fameuses de Paris comme Les Bains Douches, Le Barfly et Le Milliardaire.
À la suite d'un accident, Ortal est immobilisée pendant six mois mais n'abandonne pas la musique. Elle décide de se présenter sans ses béquilles au casting pour le Concours Eurovision de la chanson 2005.

#### Participation au Concours Eurovision de la chanson

##### Sélection française
Les 14 et 15 mars 2005, deux prime-time de la sélection française pour le Concours Eurovision de la chanson se déroulent sur France 3. Les deux émissions intitulées Un candidat pour l'Eurovision 2005 sont présentées par Laurent Ruquier et Elsa Fayer. 13 candidats ont tout d'abord été choisis en interne par les maisons de disque mais seulement 5 ont été retenus pour participer aux émissions de la sélection diffusées en direct. Ortal fait partie des 5 candidats qualifiés issus de 5 labels différents. Dans cette sélection elle est face à Marjorie Galluccio, Christophe Héraut, Lionel Tim (ex-membre du boys band Linkup et l'un des trois vainqueurs du télé-crochet de M6 Popstars en 2003), et Karine Trécy (arrivée dernière, soit 12e sur 12 lors de la sélection française pour le concours Eurovision 1999). Lors de ces deux émissions composées de reportages sur la vie, la carrière et les répétitions des candidats pour ces prime-time, chaque candidat, produit par une maison de disque, est parrainé par une artiste (Lara Fabian, Lââm, Hélène Segara, Liane Foly, Maurane). Les 5 artistes passent à tour de rôle pour des duos avec les célébrités, des reprises de chansons françaises et internationales, des chansons de l'Eurovision, des solos de piano, etc. Ils doivent lors de la deuxième émission interpréter leur chanson originale censée représenter la France à l'Eurovision en mai à Kiev en Ukraine.
Lors du 2e prime-time (finale de la sélection), chaque artiste présente, vers la fin de l'émission, sa composition originale. Ortal interprète la chanson Chacun pense à soi aux sonorités R'n'B dont elle a écrit les paroles, la musique a été composée par Saad Tabainet. Le titre est produit par Warner.
Grâce aux votes des télespectateurs (comptant pour 50 % du vote) et d'un jury d'experts (également 50 %), Ortal est choisie pour représenter la France lors de la finale du Concours Eurovision à Kiev (Ukraine). Elle arrive en tête devant Christophe Héraut, produit par Orlando, avec la chanson C'est la vie, Lionel Tim avec le titre Je m'envole, Karine Trécy qui interprète Laissez-moi rêver, et Marjorie Gallucio avec la chanson Casting écrite par Emma Daumas. Après avoir remporté la sélection, Ortal rechante sa chanson à la fin du prime-time.
Peu avant la finale du concours, Ortal déclare dans la presse que « ce concours n'est pas un but pour (elle) mais une étape importante dans (sa) carrière. Quoi qu'il arrive, je n'arrêterai pas de chanter même si je dois retourner dans le métro avec mes musiciens... »

##### Finale du concours
À Kiev, le 21 mai 2005, Ortal représente la France au 50e Concours Eurovision de la chanson avec la chanson Chacun pense à soi, accompagnée de trois danseuses et de deux danseurs. Elle passe sur la scène en dernière position, ce qui n'était pas arrivé à un artiste représentant la France depuis Nina Morato au Concours 1994. À l'issue du vote final, Ortal termine à la 23e place sur 24 pays participants, avec seulement 11 points. (5 points donnés par Andorre, 1 par l'Albanie et 5 par Israël).

#### L'après Eurovision
Depuis 2005, elle enregistre des albums et se consacre à la musique de son pays d'origine et de cœur : Israël.
Elle interpréte en 2019, la chanson "Tu s'ras pas déçu" de Jacqueline Taïeb,.

### Vie privée
En mars 2013, Ortal donne naissance à des jumeaux.

## Discographie

### Albums
- Bar Mitsvah (2008)
- Songs For Bar Mitsvah (2009)
- Mazeltov Jewish Songs (2009)
- Best Jewish Songs (2009)
- Jewish Hits Music (2009)
- Israelian Songs (2009)
- Mazeltov Jewish Tunes (2011)

### Single
- Chacun pense à soi (Eurovision 2005)

### Participation
- Pop Like That (Knob feat. Ortal, sur le deuxième album studio Let Love Rule)